# 城关街道筹备处
城关街道筹备处，是中华人民共和国河北省张家口崇礼区下辖的一个类似乡级单位。

## 行政区划
城关街道筹备处下辖以下地区：
ID“Template:PRC admin/data/13/07/09/400/000”在系统中是未知的。请使用一个有效的实体ID。。